# 洪茨海姆山

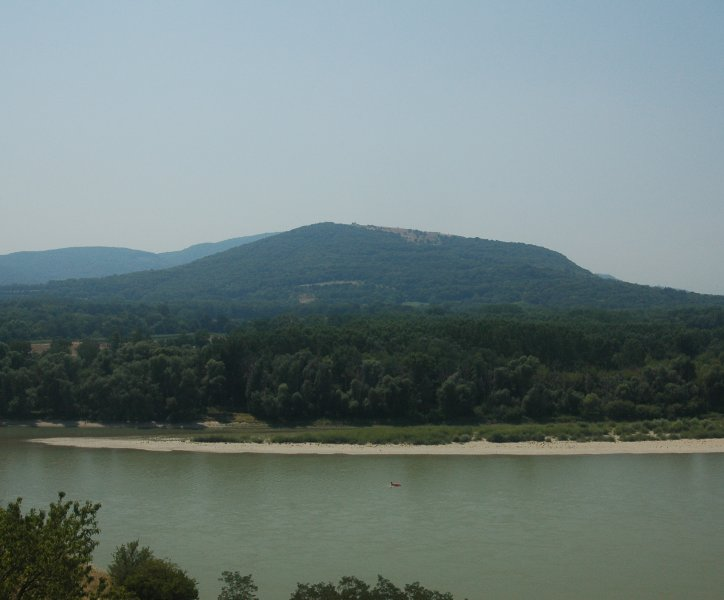

48°7′56″N 16°56′19″E / 48.13222°N 16.93861°E
洪茨海姆山（德語：Hundsheimer Berge），是奧地利的山脈，位於該國東部，處於布爾根蘭州和下奧地利州接壤的邊界，屬於潘諾尼亞平原的一部分，海拔高度480米。